# Донец, Зинаида Сергеевна
Зинаида Сергеевна Доне́ц (1928—2015) — доктор биологических наук, профессор кафедры экологии и зоологии факультета биологии и экологии Ярославского государственного университета. Почётный работник высшего профессионального образования.

## Биография
В 1953 году окончила Киевский государственный университет. Дипломную работу выполнила по теме «Слизистые споровики (Myxosporidia) рыб реки Днепр». Кандидатская диссертация по теме «Слизистые споровики (Myxosporidia) пресноводных рыб УССР». Доктора биологических наук с 1982 года. Тема диссертации — «Миксоспоридии бассейнов южных рек СССР: фауна, экология, эволюция и зоогеография». Сотрудник факультета биологии и экологии Ярославского государственного университета с 1978 года. Вела работу по изучению фауны и экологии паразитов (преимущественно одноклеточных) рыб бассейна реки Волги. Является автором более 100 научных публикаций.

## Некоторые работы
- Определитель паразитов позвоночных Чёрного и Азовского морей / Гаевская А. В., Гусев А. В., Донец З. С. и др. — Киев: Наукова думка, 1975. — 551 с.
- Определитель паразитов пресноводных рыб фауны СССР / Банина Н. Н., Воронин В. Н., Донец З. С. и др. — Л.: Наука, 1984. — 428 с.
- Класс миксоспоридий (Myxosporea) мировой фауны. 1. Общая часть. / Шульман С. С., Донец З. С., Ковалева А. А.. — СПб.: Наука, 1997. — 567 с.

- К вопросу о жизненных циклах миксоспоридий (Myzosoa, Myxosporea)
- О методах исследования Myxosporidia (Protozoa, Cnidosporidia) / Донец З. С., Шульман С. С. // Паразитология. — 1973. — 7, вып. 2. — С. 191—193.
- Паразиты рыб / Тирахов А. Д., Донец З. С., Курмашова Л. В., Бочагова А. В., Кушнякова Д. Ю. // Состояние экосистемы озера Неро в начале XXI века. 2008. — 406 с.
- Паразитофауна ряпушки, щуки и плотвы озера Плещеево / Донец З. С., Тирахов А. Д., Гаврилова Е. А.
- Зоогеографический анализ миксоспоридий южных водоемов СССР // Тр. ЗИН АН СССР. Т. 86. — 1979. — С. 65-90.
- Влияние загрязнения водоема на паразитических простейших рыб оз. Плещеево / Донец З. С., Демидова Т. Н. // II Съезд паразитологического общества Экологический мониторинг паразитов. / Тез. докл. Санкт-Петербург. 1997. — С. 43—44.